# Schnee (Dortmund)

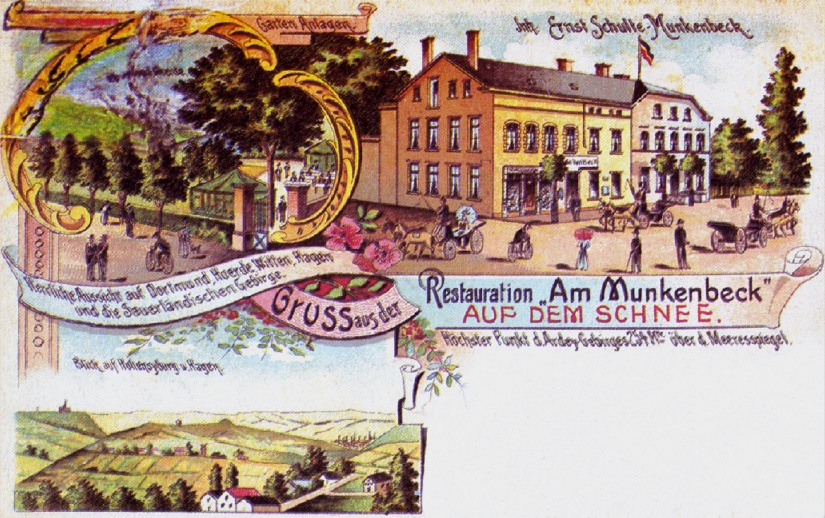
Alte Postkarte des Schnees, Herdecker Seite

Der Dortmunder Stadtteil Schnee, auch „Auf dem Schnee“, gehört zum Stadtbezirk Hombruch und befindet sich langgestreckt im äußersten Süden der Stadt Dortmund weitgehend auf dem Rücken des Ardeygebirges. Er bildet einen Teil der Stadtgrenzen zu Witten und Herdecke. Auch in diesen beiden Städten gibt es, direkt benachbart, Ortsteile mit dem Namen Schnee (→ Schnee und Ende). Die Bereiche der drei Städte gehen fließend ineinander über.
Der Name Schnee leitet sich von einem alten Wort für „Grenze“ ab, vgl. Schnadegang.
Auf dem Schnee bestanden seit 1863 eine Schule und seit 1876 ein Schulhaus. Das Schulgebäude (das den Schriftzug „Alte Schule“ trägt) dient heute als Wohnhaus.
Die Werkstätten Gottessegen des Vereins Christopherus-Haus e. V., eine anerkannte Werkstatt für Menschen mit Assistenzbedarf, betreibt auf dem Schnee eine Mosterei. 

## Bevölkerung
Der Stadtteil Schnee gehört zum statistischen Bezirk Persebeck-Kruckel-Schnee.
Bevölkerungsstruktur im statistischen Unterbezirk Schnee:
- Bevölkerungsanteil der unter 18-Jährigen: 15,5 % [Dortmunder Durchschnitt: 16,2 % (2018)][1]
- Bevölkerungsanteil der mindestens 65-Jährigen: 20,2 % [Dortmunder Durchschnitt: 20,2 % (2018)][2]
- Ausländeranteil: 1,3 % [Dortmunder Durchschnitt: 18,2 % (2018)][3]
- Arbeitslosenquote: 3,1 % [Dortmunder Durchschnitt: 13,4 % (2013)]

Das durchschnittliche Einkommen in Schnee liegt etwa 50 % über dem Dortmunder Durchschnitt.

### Bevölkerungsentwicklung
| Jahr | Einw. |
| ---- | ----- |
| 2003 | 737   |
| 2008 | 735   |
| 2013 | 710   |
| 2018 | 708   |